# 아임홈 다녀왔습니다
《아임홈 다녀왔습니다》는 제작 예정인 드라마. 2004년 방영한 일본 드라마 〈홈 드라마!〉를 리메이크한 작품이다.

## 기획 의도
가족이 아닌 사람들이 가족이 되어가는 이야기.

## 제작진

### 연출
- 라하나 : ( JTBC 2부작 월요 단막드라마 《루왁인간》(연출), JTBC 수목 미니시리즈 《그린마더스 클럽》(연출) 등 연출 )

### 극본
- 이보람 : ( JTBC 2부작 월요 단막드라마 《루왁인간》(집필), 영화 《미성년》(공동각본) 등 집필 )

## 등장 인물

### 주요 인물
- 유승호 : 정동주 역
- 나문희 : 홍정희 역 부모님이 하던 잡화점을 물려받아 학교 앞에 문방구를 하면서 바쁘게 살아가는 인물. 갑작스런 사고로 남편을 잃고 외로움에 몸부림치던 중 정동주가 찾아와 새로운 가족을 형성한다.
- 전혜진
- 이성민

## 참고 사항
- 라하나 PD와 이보람 작가는... 2019년에 방송되고 종영된 JTBC 2부작 월요 단막극 《루왁인간》 이후 6년만에 두번째로 의기투합을 하게 되는 작품의 계기가 되었다.